# Hubert Czachowski
Hubert Czachowski (ur. 29 listopada 1964 roku w Poznaniu) – etnolog i antropolog kultury, muzealnik – kustosz dyplomowany.

## Życiorys
Ukończył studia magisterskie na kierunku etnologia i antropologia kulturowa na Uniwersytecie Adama Mickiewicza w Poznaniu (UAM) w 1991 roku – praca magisterska Mity tradycyjne i nowoczesne. Geneza, charakter, funkcje (promotor prof. dr. hab. Zbigniew Jasiewicz). W 2002 roku uzyskał stopień doktora nauk humanistycznych w Instytucie Etnologii i Antropologii Kulturowej UAM w zakresie etnologii na podstawie dysertacji: Cuda, wizjonerzy i pielgrzymi – studium religijności mirakularnej końca XX wieku w Polsce (promotor prof. dr hab. Janusz Mucha). Od 1991 roku pracuje w Muzeum Etnograficznym im. Marii Znamierowskiej-Prüfferowej w Toruniu (MET): początkowo w Dziale Folkloru, od 2000 roku jako jego kierownik, od 2008 roku jako dyrektor placówki. Prowadził zajęcia na socjologii, etnologii i religioznawstwie na Uniwersytecie Mikołaja Kopernika w Toruniu (UMK).
W MET powołał serię wydawniczą „Etnografia ocalona”, publikującą te dzieła polskich etnologów i antropologów, których nigdy nie opublikowano albo zostały napisane w obcych językach i nie przetłumaczono ich na polski (do końca 2022 roku ukazało się 8 tomów).
Inicjator i organizator powstania pierwszego muzeum na wolnym powietrzu dotyczącego mennonitów i osadnictwa olenderskiego – Olenderskiego Parku Etnograficznego w Wielkiej Nieszawce.

## Zainteresowanie badawcze
W kręgu jego zainteresowań znajdują się tematy związane z kulturą symboliczną, antropologią wizualną oraz antropologiczne badania nad sztuką. Publikował m.in. w czasopismach „Konteksty. Polska Sztuka Ludowa”, „Lud” i wielu pracach zbiorowych. Współpracował z Zakładem Badania Kultury Instytutu Socjologii UMK. Jest autorem scenariuszy wystaw, poświęconych religijności ludowej, magii, obrzędom i obyczajom wiejskim, kulturze popularnej.

## Pełnione funkcje
- członek Rady ds. Niematerialnego Dziedzictwa Kulturowego (2013–2021)[5]
- członek Zarządu Głównego PTL (2008–2019)[6], wiceprezes PTL (2019–2023)[7]
- członek Rady Interesariuszy Wydziału Humanistycznego UMK w Toruniu (2021–2024)[8]
- członek-specjalista Komitetu Nauk Etnologicznych PAN (2011–2023)[9][10]
- zastępcą redaktora naczelnego czasopisma „Ikonosfera. Studia z socjologii i antropologii obrazu” (2006–2011)
- członek redakcji czasopisma „Zbiór Wiadomości do Antropologii Muzealnej” (od 2014)[11]
- członek redakcji serii PTL „Prace i materiały etnograficzne” (od 2007)[12]
- członek Komitetu Pomocy Muzeom Ukrainy[13]

## Wybrane publikacje

### Książki
- 2002 Cuda, wizjonerzy i pielgrzymi. Warszawa: Oficyna Naukowa.
- 2015 Lokalne horyzonty zdarzeń: lokalność i kapitał społeczny w kulturze (nie)ufności na przykładzie wsi kujawsko-pomorskiej (z Wojciechem Goszczyńskim i Wojciechem Knieciem).  Toruń: ME.
- 2016 Wielkopolanin we Lwowie: Antoni Kalina (1846–1906) – slawista i etnograf. Wrocław: PTL (z Anną Weroniką Brzezińską).
- 2020 Akwizytorzy szczęścia. O dawnych i współczesnych kolędnikach. Toruń: ME (z Agnieszką Kostrzewą, Hanną.M. Łopatyńską)[14].
- 1997 Pamiątka z wojska: opowieść o życiu prawdziwego mężczyzny. Katalog wystawy pamia̜tek żołnierskich z XIX i XX wieku. Toruń: ME.
- 2000 Wigilia – czas oczekiwania, czas magii. Komentarz wystawy. Toruń: ME (z Iwoną Święch).

### Prace pod redakcją
- 2008 Do Torunia kupić kunia. W 60. rocznicę założenia oddziału toruńskiego Polskiego Towarzystwa Ludoznawczego. Toruń: PTL, Oddział Toruń (z Adrianem Mianeckim)[15].
- 2011 Katalog zabytków kultury żydowskiej w województwie kujawsko-pomorskim. Toruń: Urząd Marszałkowski Województwa Kujawsko-pomorskiego (z Justyną Słomską-Nowak).
- 2016 Kultura wsi w egodokumentach. Toruń: Wydawnictwo Naukowe UMK (z Violettą Wróblewską).
- 2019 Tajemnice codzienności: kultura ludowa i jej pogranicza od Kujaw do Bałtyku (1850–1950). Toruń: ME (z Hanną Łopatyńską).
- 2021 Zbuntowane malarstwo: obrazy Zbigniewa Wypijewskiego. Toruń: Muzeum Etnograficznym (wraz z Bożeną Olszewską).